# Bharatiana octospinosa
Bharatiana octospinosa är en insektsart som beskrevs av Mathur 1973. Bharatiana octospinosa ingår i släktet Bharatiana och familjen Phacopteronidae. Inga underarter finns listade i Catalogue of Life.